# Giebichenstein-Gymnasium „Thomas Müntzer“
Das Giebichenstein-Gymnasium „Thomas Müntzer“ (TMG, ehemals Thomas-Müntzer-Gymnasium) ist ein nach Thomas Müntzer benanntes, allgemeinbildendes Gymnasium in Halle (Saale).

## Profil
Das Giebichenstein-Gymnasium ist ein zur Allgemeinen Hochschulreife führendes Gymnasium in kommunaler Trägerschaft, das sich neben der üblichen amtlichen Stundentafel des Landes Sachsen-Anhalt durch ein erweitertes Fremdsprachenangebot (Französisch, Latein, Spanisch und Altgriechisch) und eine größere Anzahl an Sportkursen (u. a. verschiedene Ballsportarten, Fitness, Schwimmen, Ski- und Snowboard-Kompaktkurse) auszeichnet. Neben den üblichen Grundkursen und Fremdsprachen werden Module in Sozialkunde, Religion, Ethik, Psychologie, Wirtschaftslehre, Astronomie, Informatik und Rechtskunde angeboten. Die Lehre erfolgt in einem Doppelstundenmodell (Unterrichtseinheiten von 90 Minuten) die in bis zu 4 Blöcken mit halbstündigen Pausen umgesetzt werden.

### Partnerschaften
Es bestehen mehrere Kooperationen um außerunterrichtliche Projekte zu ermöglichen:
- Martin-Luther-Universität Halle-Wittenberg: Seit Oktober 2008 kooperiert das TMG mit der MLU um Praktika und Frühstudien anzubieten
  - Universitätssportverein Halle: erweitertes Basketball-, Volleyball- und Badmintontraining
- Burg Giebichenstein Kunsthochschule Halle: Partnerschaft um erweiterte Kunstprojekte zu ermöglichen
- Erasmus-Programm: Seit 1998 werden Comenius und Erasmus+ Projekte unterstützt
- Schulpartnerschaft: Möglichkeit zum Schüleraustausch nach Cuenca (Ecuador)

## Gebäude
Der jetzige Schulcampus in der Friedenstraße in Giebichenstein besteht aus einem stadtbildprägendem, weiß gestrichenen Hauptgebäude sowie mehreren Nebengebäuden und Sporthallen. Das Hauptgebäude wurde 1901 bis 1903 nach Plänen von Carl Rehorst im Stil der (Neo-)Renaissance errichtet. Der damit zitierte Stil der Renaissance prägte im 16. Jahrhundert weite Teile des Stadtbilds von Halle. Das Bauwerk steht unter Denkmalschutz und ist im Stadtteil Giebichenstein mit der Erfassungsnummer 094 04656 als Baudenkmal eingetragen.

### Gedenktafel
An dem West-Eingang befindet sich eine Gedenktafel für Adolf Reichwein der in diesem Gebäude von 1930 bis 1933 wirkte und 1944 dem Faschismus zum Opfer fiel.

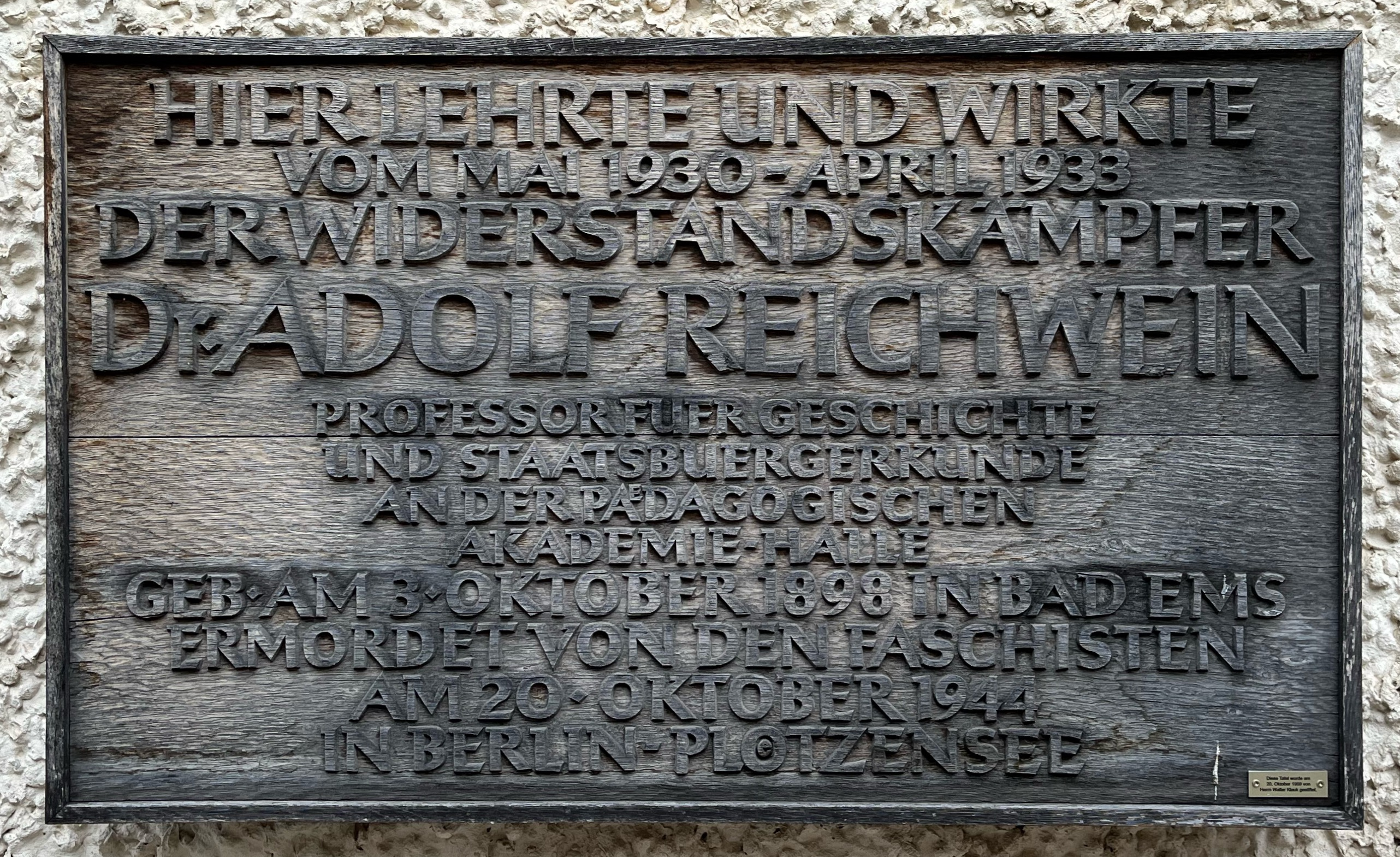
Reichwein-Gedenktafel am Haupteingang des TMGs.

## Geschichte

### Giebichensteiner Volksschule und Wittekind Schule (1901–1954)
Das Thomas-Müntzer-Gymnasium wurde ab 1901 als Knaben- und Mädchen-Mittelschule Wittekind für den Stadtteil Giebichenstein gegründet/errichtet. Das Bauwerk entstand in einem Areal, in dem sich bereits die Bürgerschule, die Giebichensteiner Mädchen-Volksschule und die Giebichensteiner Knaben-Volksschule befanden. Mit der Mittelschule wurde auch eine neue Turnhalle erbaut.
Die ersten weltlichen Klassen (ohne verpflichtende Religionslehre) wurden in den Schulen 1921 durch das Wirken der USPD und durch den Druck von Schulstreiks eingeführt.
Das Hauptgebäude (Friedenstraße 33) wurde ab 1930 übergangsweise als Lehrgebäude für die Pädagogische Akademie Halle (Saale) genutzt, während die anderen Schulgebäude weiterhin als Giebichensteinschulen erhalten blieben. Im Zuge des Nationalsozialismus wurde die Akademie 1933 in eine Hochschule für Lehrerbildung umgewandelt und 1934 nach Hirschberg verlegt, so dass die Mittelschule in dem Gebäude wieder ihren Betrieb aufnehmen konnte.
Die anderen Teile der Gebäude dienten im Zweiten Weltkrieg als Lazarett. Die Monoedukation der Wittekind und Giebichensteinschule wurde mindestens bis 1943 aufrechterhalten und wurde daher vermutlich, wie bei den meisten Schulen der sowjetischen Besatzungszone, 1946 durch das Gesetz zur Demokratisierung der deutschen Schule abgeschafft.

### Thomas Müntzer Schule und Gymnasium (1954–2003)
Im Jahr 1954 zog die Oberschule Thomas Müntzer in der Friedenstraße 33 ein, da das ehemalige Schulgebäude in der Ernst-Schneller-Straße durch das Militär benötigt wurde. Die Schule wurde erst 1973 in eine erweiterte Oberschule, dann 1991 in das Thomas-Müntzer-Gymnasium umgewandelt. Während der Zeit der Erweiterten Oberschule wurde eine neue Turnhalle errichtet.

### Giebichenstein-Gymnasium „Thomas Müntzer“ (ab 2003)
Das heutige Giebichenstein-Gymnasium ging aus dem Thomas-Müntzer-Gymnasium hervor, welches 2001 mit dem Gymnasium am Reileck und 2003 mit dem Trotha-Gymnasium „Hanns Eisler“ fusionierte. Mit dem Zusammenschluss ging eine Umbenennung zu dem heutigen Namen Giebichenstein-Gymnasium „Thomas Müntzer“ einher, die am 1. August 2003 rechtswirksam wurde. In den darauf folgenden Jahren wechselten sukzessiv die Jahrgänge von den anderen Schulgebäuden in der Jupiterstraße in Trotha sowie von der Ernst-Schneller-Straße am Reileck auf den Campus in der Friedenstraße. Die damit freigewordenen zwei Schulgebäude wurden anderen Schulformen zugewiesen (Grundschule Hans Christian Andersen und Sekundarschule Johannes Christian Reil).
Die Turnhalle der Erweiterten Oberschule wurde 2009 durch einen Neubau auf dem Schulareal ersetzt. Im Jahr 2015 wurde u. a. auf dem Schulgelände des TMG in der Friedenstraße der Kinofilm Ente gut! Mädchen allein zu Haus von Norbert Lechner als Coproduktion von BR, KIKA und Mitteldeutscher Rundfunk gedreht.
Seit November 2024 betreiben Schüler einen Social Media Kanal auf Instagram.

## Persönlichkeiten

### Lehrer
- Adolf Reichwein (1898–1944), Lehrer für Geschichte und Staatsbürgerkunde
- Siegfried Käsebier (* 1931), Lehrer für Sport und Chemie
- Jan Riedel (* 1982), Lehrer für Deutsch und Geschichte

### Schüler
- Max Schwab (1932–2024), von 1993 bis 1997 Professor für Regionale Geologie an der Martin-Luther-Universität[20]
- Dieter Bub (* 1938), Journalist
- Hartmut Haubold (* 1941), von 1992 bis 2006 Professor für Paläontologie an der Martin-Luther-Universität[21]